# All Things Set Aside
All Things Set Aside es el primer álbum de estudio de la banda estadounidense de metalcore Veil of Maya. Fue de producción propia y lanzado el 7 de noviembre de 2006 a través de Corrosive Recordings. Es el único álbum que presenta al vocalista original Adam Clemans y al guitarrista Bryan Ruppell.

## Lista de canciones
Todas las canciones escritas y compuestas por Veil of Maya (Adam Clemans, Marc Okubo, Kris Higler, and Sammy Applebaum), excepto donde se indique. 
| N.º | Título                                            | Duración |  |
| 1.  | «The Uprising» (The First Uprising; instrumental) | 1:33     |  |
| 2.  | «Entry Level Exit Wounds»                         | 2:53     |  |
| 3.  | «Your World of Lies»                              | 6:05     |  |
| 4.  | «Mark My Words»                                   | 3:04     |  |
| 5.  | «All Things Set Aside»                            | 3:05     |  |
| 6.  | «Indefinite Bloodlust»                            | 3:47     |  |
| 7.  | «Sever the Voices»                                | 4:52     |  |
| 8.  | «Black Funeral March»                             | 4:40     |  |
| 9.  | «The Session» (pista oculta)                      | 3:26     |  |

## Personal
Veil of Maya
- Adam Clemans - voz
- Marc Okubo – guitarra
- Kris Higler – bajo
- Sammy Applebaum - batería